# 钟氏笋螺
钟氏笋螺（学名：Terebra jungi），是新腹足目笋螺科笋螺属的一种。主要分布于台湾，常栖息在砂底。